# Заутеровский диаметр
В гидродинамике диаметр Заутера (заутеровский диаметр, англ. SD) является средней мерой размера частицы, например, в аэрозоле. Первоначально он был разработан немецким ученым Йозефом Заутером в конце 1920-х годов. Он определяется как диаметр сферы, которая имеет такое же соотношение объёма к площади поверхности, что и интересующая частица. Средний диаметр Заутера (заутеровский средний диаметр, англ. SMD) определяется следующим образом: если бы весь объём частиц в слое сформировался в сферы одинакового размера, соотношение суммарного объёма к суммарной поверхности которых должно быть таким же, то эти сферы имели бы диаметр Заутера.
Эта величина является параметром распределения частиц по размерам. Для получения хорошей оценки SMD было разработано несколько методов.
Стандартное обозначение диаметра Заутера в немецком языке согласно DIN ISO 9276-2 : {\displaystyle {\bar {x}}_{1,2}}. В литературе также широко используются следующие термины (с запятой и без неё, часто без макрона из-за ограничений программного обеспечения):
{\displaystyle {\bar {x}}_{1,2}=d_{32}=SMD=D_{S}}.

## Определение
Диаметр Заутера (SD, также обозначаемый D[3,2] или {\displaystyle d_{32}}) для конкретной (необязательно шарообразной) частицы определяется как:
{\displaystyle SD={\frac {d_{v}^{3}}{d_{s}^{2}}}}
где ds — так называемый диаметр поверхности , а dv — объёмный диаметр, определяемые как:
{\displaystyle d_{s}={\sqrt {\frac {S_{p}}{\pi }}}}
{\displaystyle d_{v}=\left({\frac {6V_{p}}{\pi }}\right)^{1/3},}
Величины Sp и Vp представляют собой обычные площадь поверхности и объём частицы соответственно.
Уравнение можно упростить ещё больше:
{\displaystyle SD=6{\frac {V_{p}}{A_{p}}}={\frac {6}{S_{V}}},}
где {\displaystyle S_{V}={\frac {S}{V}}} — удельная (объёмная) площадь поверхности.
Удельную площадь поверхности можно описать коэффициентами формы аналогично эквивалентному диаметру .
Для сферической частицы диаметр Заутера совпадает с обычным диаметром сферы.
В случае нескольких частиц удельная поверхность становится средней взвешенной величиной по всем частицам: {\displaystyle S_{V}={\frac {\sum _{i}S_{i}}{\sum _{i}V_{i}}}}, что даёт следующую формулу для среднего диаметра Заутера (SMD):
{\displaystyle SMD={\frac {6}{S_{V}}}=6{\frac {\sum _{i}^{n}V_{i}}{\sum _{i}^{n}S_{i}}}}
Иногда для получения среднего диаметра Заутера принимают среднее значение нескольких измерений:
{\displaystyle SMD=\sum _{i}^{n}SM_{i}/n}
SMD можно определить как диаметр капли, имеющей то же соотношение объема к площади поверхности, что и весь распыл.
Заутеровский диаметр {\displaystyle d_{32}} можно превратить в обобщённый средний диаметр (для непрерывного распределения частиц):
{\displaystyle D_{pq}=\left({\frac {\int _{0}^{\infty }n(D)D^{p}dD}{\int _{0}^{\infty }n(D)D^{q}dD}}\right)^{1/(p-q)}}
или в случае дискретного набора частиц:
{\displaystyle D_{pq}={\sqrt[{p-q}]{\frac {\sum _{i}^{n}n_{i}D_{i}^{p}}{\sum _{i}^{n}n_{i}D_{i}^{q}}}}}
Для большинства распределений размеров заутеровский диаметр {\displaystyle d_{32}} больше арифметического {\displaystyle D_{10}}, поверхностного {\displaystyle D_{20}} и объёмного {\displaystyle D_{30}} средних диаметров.
При разных значениях p и q из этой формулы получаются разные характеристики распределения, которые имеют свои предпочтительные области применения:
| Обозначение            | Словесное название          | Применение                                      |
| ---------------------- | --------------------------- | ----------------------------------------------- |
| {\displaystyle D_{10}} | арифметическое или линейное | испарение                                       |
| {\displaystyle D_{20}} | поверхностное               | контроль площади поверхности (напр., абсорбция) |
| {\displaystyle D_{30}} | объёмное                    | контроль объёма (напр., гидрология)             |
| {\displaystyle D_{21}} | поверхностный диаметр       | адсорбция                                       |
| {\displaystyle D_{31}} | объёмный диаметр            | испарение, молекулярная диффузия                |
| {\displaystyle D_{32}} | заутеровский диаметр        | перенос массы, реакции, распыление              |
| {\displaystyle D_{43}} | де Брука                    | равновесие взрыва                               |

Средний диаметр Заутера, вероятно, является наиболее часто используемым средним значением, поскольку он характеризует ряд важных процессов. Чин и Лефевр (1985) предполагают, что это лучший показатель тонкости распыления.

## Приложения
SMD особенно важен в расчетах, где важна площадь активной поверхности. К таким областям относятся катализ и применение в сжигании топлива.
Другое применение — описание пористых сред. В математической формулировке больше внимания уделяется пористости:
{\displaystyle {\bar {x}}_{1,2}={\frac {6\cdot (1-\epsilon )}{\sigma }}}
где {\displaystyle \epsilon } обозначает пористость, а {\displaystyle \sigma } — внутреннюю удельную поверхность.
Пористое твёрдое вещество может, например, состоять из плотно упакованных частиц, слипшихся между собой или спечённых в точках контакта, между которыми свободны пространственно-сетчатые, непрерывные поры.
{\displaystyle \epsilon } — свободный объём (объём пор) относительно общего объёма (общий объём частиц + объём пор) и {\displaystyle \sigma } — общая площадь внутренней поверхности по отношению к общему объёму.
Например, если пористая среда состоит из упаковки n одинаковых сфер радиуса R в объёме V, то {\displaystyle \epsilon =1-{\frac {n\cdot 4\cdot \pi \cdot R^{3}}{3\cdot V}}} и {\displaystyle \sigma ={\frac {n\cdot 4\cdot \pi \cdot R^{2}}{V}}}. В результате диаметр Заутера: {\displaystyle {\bar {x}}_{1,2}=2\cdot R}, то есть диаметр шара.
Диаметр Заутера является важным параметром статистического описания потоков жидкости или газа через пористые среды. Существует линейная зависимость между локальной скоростью потока {\displaystyle \mathbf {v} }, осреднённой по нескольким диаметрам пор, и локально усреднённым градиентом давления {\displaystyle \nabla p} :
{\displaystyle \nabla p={\frac {\eta \cdot \mathbf {v} }{B}},}
где {\displaystyle B} — проницаемость пористого твердого тела и {\displaystyle \eta } обозначает вязкость жидкости или газа. При геометрически подобной структуре, то есть одинаковой пористости, проницаемость пропорциональна квадрату диаметра Заутера:
{\displaystyle B\sim {\bar {x}}_{1,2}^{2}.}